# Río Shemacachi
Der Río Shemacachi, im Oberlauf: Río Pachisillo, ist ein 40 km langer linker Nebenfluss des Río Huayabamba in der Provinz Mariscal Cáceres in der Region San Martín im zentralen Norden Perus.

## Flusslauf
Der Río Shemacachi entspringt auf einer Höhe von etwa 1420 m nordzentral im Distrikts Pachiza. Der Río Shemacachi fließt in südlicher Richtung durch ein teils etwas breiteres Tal, im Westen und im Osten flankiert von 1000 m–1600 m hohen bewaldeten Höhenkämmen. 7 km oberhalb der Mündung befindet sich am westlichen Flussufer die Siedlung Nuevo Chimbote. Der Río Shemacachi erreicht schließlich nahe der Ortschaft Marisol, 4,5 km nördlich von Dos de Mayo, einen linken Flussarm des Río Huayabamba. Die Mündung liegt auf einer Höhe von ungefähr 350 m.

## Einzugsgebiet
Das Einzugsgebiet des Río Shemacachi umfasst eine Fläche von 344 km². Das Gebiet erstreckt sich über das nördliche Zentrum des Distrikts Pachiza. Es besteht in den höheren Lagen aus tropischem Bergregenwald. In den tieferen Lagen ist der Wald teils gerodet. Das Einzugsgebiet des Río Shemacachi grenzt im Norden an das des Río Simacache sowie im Osten an das des Río Pachicilla.